# Wish I Was Here
Wish I Was Here ist eine US-amerikanische Filmkomödie aus dem Jahr 2014. Als Regisseur und Drehbuchautor zeichnete Zach Braff verantwortlich, Co-Autor war sein Bruder Adam Braff. Seine Weltpremiere feierte der Film beim Sundance Film Festival am 18. Januar 2014. Offizieller Kinostart in Deutschland war am 9. Oktober 2014.

## Handlung
Aidan Bloom ist ein sich abmühender Schauspieler, Vater und Ehemann. Er ist 35 Jahre alt und sucht nach dem Sinn seines Lebens. Seine Kinder besuchen eine jüdische Privatschule. Da Aidan arbeitslos ist und auch durch die Teilnahme an mehreren Schauspielcastings keine Rollen erhält, kommt sein Vater Gabe für das Schulgeld auf. Als bei diesem Lungenkrebs diagnostiziert wird und er seine Behandlungskosten privat aufbringen muss, streicht er das Schulgeld. Aidan merkt, dass er mit den Schulfächern seiner Kinder nicht viel anfangen kann, und beginnt, sie auf seine Weise privat zu unterrichten.

## Hintergrund
Am 24. April 2013 startete der Regisseur Zach Braff für seine neue Komödie Wish I Was Here eine Crowdfunding-Kampagne auf der Plattform Kickstarter, um zwei Millionen US-Dollar einzunehmen. Dieser Betrag war bereits nach drei Tagen erreicht. Am 15. Mai 2013 füllte Worldview Entertainment den finanziellen Fehlbetrag, am selben Tag erreichte das Projekt mittels Kickstarter bereits über 2,6 Millionen Dollar. Am 24. Mai 2013 endete das Crowdfunding mit einem Betrag von über drei Millionen US-Dollar, investiert von 46.520 Personen. Zach Braff und Jim Parsons waren bereits seit der Aufschaltung des Crowdfunding-Projekts als Darsteller bekannt. Am 14. Mai 2013 stieß Schauspieler Mandy Patinkin zum Cast.
Seine Premiere hatte der Film beim Sundance Film Festival im Januar 2014 – zehn Jahre nachdem Braffs Debüt-Film Garden State veröffentlicht wurde. Focus Features kaufte sich für 2,75 Millionen US-Dollar die Vertriebsrechte und wollte den Film ursprünglich am 18. Juli 2014 zunächst in New York und Los Angeles in die Kinos bringen, später in weiteren. Tatsächlich zeigten 68 Kinos den Film zum Eröffnungswochenende, ehe am 25. Juli weitere Kinos dazukamen. Das weltweite Einspielergebnis beträgt 5.483.299 US-Dollar (Stand 15. Mai 2017).

## Synchronisation
Die deutsche Synchronisation entstand im Auftrag der Scalamedia GmbH in Berlin, nach einem Dialogbuch von Änne Troester und unter der Dialogregie von Kim Hasper, welcher auch die Hauptrolle sprach.
| Rolle            | Schauspieler      | Synchronsprecher   |
| ---------------- | ----------------- | ------------------ |
| Aidan Bloom      | Zach Braff        | Kim Hasper         |
| Sarah Bloom      | Kate Hudson       | Bianca Krahl       |
| Grace Bloom      | Joey King         | Vivien Gilbert     |
| Gabe Bloom       | Mandy Patinkin    | Jan Spitzer        |
| Noah Bloom       | Josh Gad          | Tim Sander         |
| Janine           | Ashley Greene     | Nicole Hannak      |
| Paul             | Jim Parsons       | Gerrit Schmidt-Foß |
| Anthony          | Donald Faison     | Sebastian Schulz   |
| Janines Freundin | Taylor Bagley     | Christin Quander   |
| Rabbi Rosenberg  | Alexander Chaplin | Jaron Löwenberg    |
| Rabbi Twersky    | Allan Rich        | Hans Teuscher      |
| Anwalt           | Bob Clendenin     | Frank Muth         |
| Jerry            | Michael Weston    | Frank Schaff       |
| Alan             | Matt Winston      | Boris Tessmann     |
| Jesse            | Cody Sullivan     | Sebastian Fitzner  |

## Kritik
Der Film stieß auf durchwachsene Resonanz: Von insgesamt 133 gezählten englischsprachigen Kritiken wertete Rotten Tomatoes 47 % als positiv. Zusammenfassend heißt es auf der Seite: „Wish I Was Here kommt zwar von Herzen, bietet inhaltlich aber wenig Neues – besonders, wenn man das Vorgängerwerk von Regisseur Zach Braff kennt.“ Bei Metacritic wurde der Film mit 43 von 100 Punkten bewertet, basierend auf 34 Rezensionen.
Auch in Deutschland wurde der Film gemischt aufgenommen. So hieß es etwa in der Berliner Zeitung: „Wish I Was Here ist leider ein feiger Film, der künstlerisch und inhaltlich nichts wagt“, während die Süddeutsche Zeitung hingegen urteilt: „Braff trifft da einen Nerv – weil sich Wish I Was Here so wunderbar gegen den Zeitgeist stemmt, der nach permanenter Selbstoptimierung verlangt.“